# Sikorsky UH-60 Black Hawk
UH-60 Black Hawk (Diều Hâu Đen) là một máy bay trực thăng đa dụng hai động cơ hạng trung do Sikorsky Aircraft chế tạo. Sikorsky đã đệ trình thiết kế S-70 tham gia cuộc cạnh tranh Hệ thống Máy bay Vận tải Đa dụng Chiến thuật (UTTAS) của Lục quân Hoa Kỳ năm 1972. Lục quân Hoa Kỳ đặt tên cho nguyên mẫu là YUH-60A và lựa chọn Black Hawk là loại chiến thắng cho chương trình này năm 1976, sau một cuộc cạnh tranh bay thử với loại Boeing Vertol YUH-61. Chiếc UH-60A đi vào phục vụ trong Lục quân năm 1979, thay thế loại UH-1 Iroquois trở thành máy bay trực thăng vận tải chiến thuật của Lục quân.
UH-60A được đưa vào hoạt động trong Lục Quân Hoa Kỳ vào năm 1979 để thay thế trực thăng Bell UH-1 Iroquois với trách nhiệm là trực thăng vận tải chiến thuật. Nhưng sau này có thêm các trực thăng UH-60 có mặt trong chiến tranh điện tử cùng với một số loại trực thăng được tu sửa cho các chiến dịch đặc biệt. Hai loại trực thăng đa nhiệm UH-60L và UH-60M nâng cao đã được sản xuất. Các phiên bản được biến đổi cũng được sản xuất cho Hải Quân, Không Quân và Tuần Duyên. Ngoài được sử dụng bởi Lục Quân Hoa Kỳ, gia đình trực thăng UH-60 cũng được xuất khẩu sang hàng loạt các nước. Diều Hâu Đen đã phục vụ trong chiến đấu ở các cuộc xung đột như Grenada, Panama, Iraq, Somaliad, Bán đảo Balkan, Afghanistan và các khu vực khác tại Trung Đông.

## Phát triển
Cuối thập niên 1960, Lục quân Hoa Kỳ bắt đầu hình thành các yêu cầu về một loại trực thăng để thay thế chiếc UH-1 Iroquois, và gọi tên chương trình là Hệ thống Máy bay Vận tải Đa dụng Chiến thuật (UTTAS). Lục quân cũng đưa ra việc phát triển một loại động cơ turbin thông thường mới cho những chiếc trực thăng và sẽ phát triển thành loại General Electric T700. Dựa trên kinh nghiệm ở Việt Nam, Lục quân Hoa Kỳ yêu cầu tính năng hoạt động, khả năng tồn tại và độ tin cậy tốt của cả UTTAS và động cơ mới. Lục quân Hoa Kỳ ra yêu cầu về UTTAS của mình cho những đề xuất (RFP) tháng 1 năm 1972. Đề xuất cũng bao gồm các yêu cầu vận tải đường không. Khả năng vận chuyển trên khoang chiếc C-130 hạn chế chiều cao và chiều dài của UTTAS.
Các yêu cầu trong việc cải thiện độ tin cậy, sống sót và giảm chi phí bảo dưỡng trong suốt thời gian vận hành đã mang đến kết quả là chiếc trực thăng được trang bị hai động cơ đôi với các cải tiến để hoạt động tốt trong môi trường không khí loãng do nhiệt độ môi trường cũng như là độ cao. Thiết kế dạng Mô-đun (giảm đáng kể chi phí bảo dưỡng); hộp số không nhớt; chống đạn, tăng cường các hệ thống phụ (thủy lực, điện và điều hành bay); vỏ cường lực có khả năng sống sót trong trường hợp rơi máy bay cùng với ghế cho lính; giảm chấn thủy lực sử dụng hỗn hợp khí - dầu ở càng hạ cánh chính; ít ồn hơn, cánh quạt chính và phụ mạnh hơn; và cuối cùng là hệ thống nhiên liệu chống đạn và chịu va đập.
Bốn nguyên mẫu được chế tạo, với chiếc YUH-60A cất cánh tháng 10 năm 1974. Trước khi việc chuyển giao các nguyên mẫu cho Lục quân Hoa Kỳ diễn ra, một cuộc đánh giá sơ bộ được tiến hành tháng 11 năm 1975 để đảm bảo chiếc máy bay có thể hoạt động an toàn trong mọi cuộc thử nghiệm. Ba nguyên mẫu được giao cho Lục quân Hoa Kỳ tháng 3 năm 1976, để đánh giá chống lại mẫu cạnh tranh là Boeing-Vertol, YUH-61A, và một được Sikorsky giữ cho nghiên cứu nội bộ. Lục quân Hoa Kỳ đã lựa chọn UH-60 để sản xuất tháng 12 năm 1976. Việc chuyển giao UH-60A cho Lục quân Hoa Kỳ bắt đầu tháng 10 năm 1978 và chiếc trực thăng đi vào phục vụ tháng 6 năm 1979.

### Phát triển thêm
Sau khi đi vào phục vụ, chiếc trực thăng được chuyển đổi cho các vai trò và phi vụ mới, gồm cả rải mìn và cứu thương. Một biến thể EH-60 đã được phát triển để tiến hành chiến tranh điện tử và các phi vụ đặc biệt dẫn tới biến thể MH-60 để hỗ trợ các phi vụ của nó.
Vì trọng lượng tăng thêm từ các thiết bị và các thay đổi khác, Lục quân Hoa Kỳ đã yêu cầu loại cải tiến UH-60L năm 1987. Model mới được tích hợp mọi chuyển đổi đã được thực hiện cho phi đội UH-60A như các đặc điểm thiết kế tiêu chuẩn. Chiếc UH-60L cũng có công suất và khả năng nâng mạnh hơn với các động cơ T700-GE-701C cải tiến và một hộp số mạnh, cả hai đều được phát triển cho loại SH-60B Seahawk. Khả năng nâng bên ngoài của nó từ 1000 lb lên đến 9000 lb. Chiếc UH-60L cũng được tích hợp hệ thống kiểm soát bay tự động (AFCS) từ chiếc SH-60 để có tính năng bay tốt hơn thích hợp với những động cơ mạnh hơn. Việc sản xuất model L bắt đầu từ năm 1989.

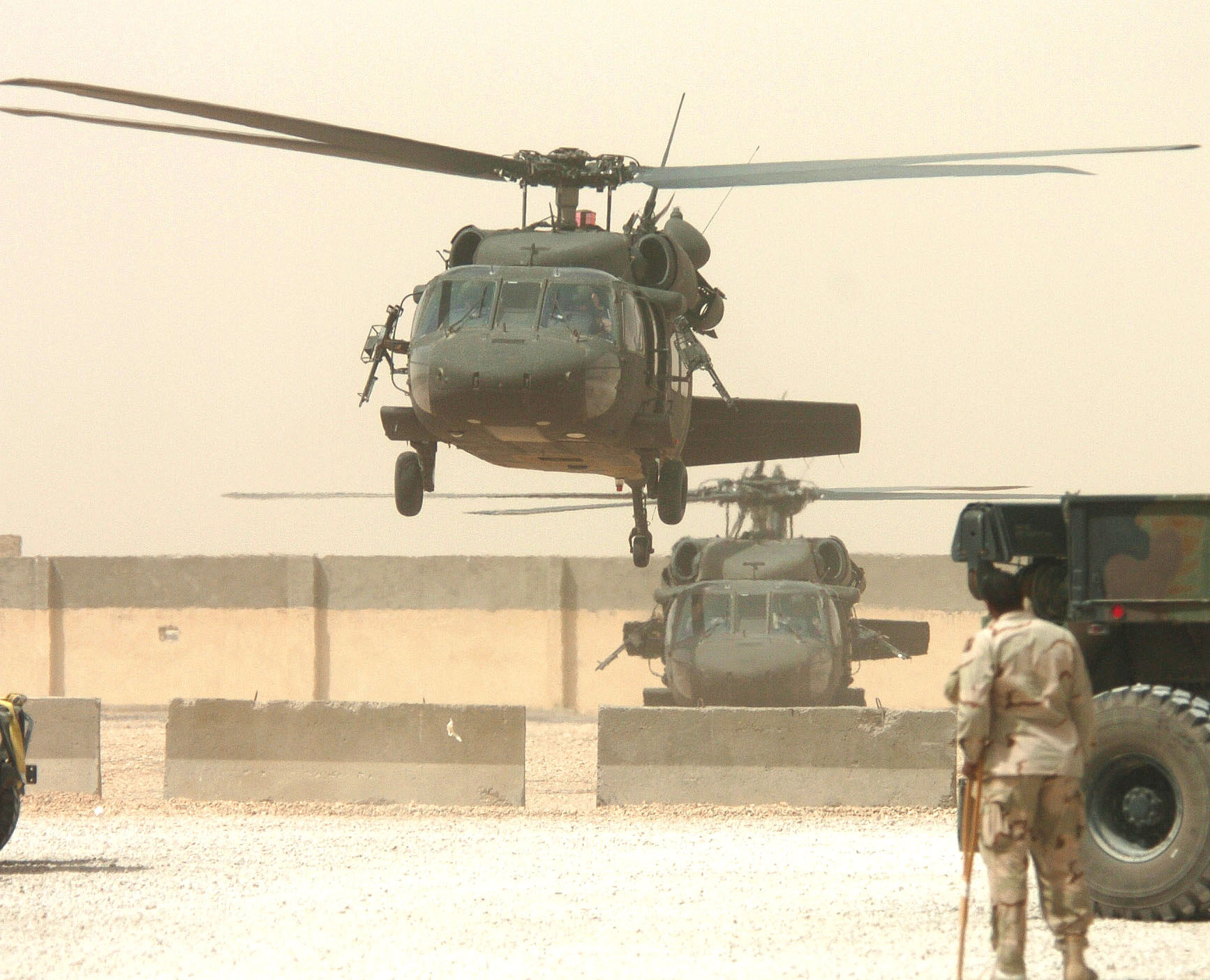
Những chiếc UH-60 Black Hawk được trang bị súng máy M60 gần An Najaf, Iraq tháng 5 năm 2005.

Việc phát triển biến thể cải tiến tiếp theo, loại UH-60M, được thông qua năm 2001, để mở rộng thời gian phục vụ của thiết kế UH-60 tới những năm 2020. Chiếc UH-60M được tích hợp các động cơ nâng cấp T700-GE-701D và các cánh quạt cải tiến. Nó cũng có các thiết bị chiến tranh điện tử, kiểm soát bay và kiểm soát hoa tiêu. Sau khi Bộ Quốc phòng Mỹ (U.S. DoD) thông qua việc sản xuất hạn chế ban đầu của biến thể mới, việc chế tạo bắt đầu năm 2006, với 22 chiếc UH-60M mới đầu tiên được chuyển giao tháng 7 năm 2006. Sau cuộc đánh giá hoạt động ban đầu, Lục quân Hoa Kỳ thông qua việc sản xuất hàng loạt và một hợp đồng kéo dài 5 năm cho 1,227 chiếc trực thăng được đưa ra tháng 12 năm 2007. Tới tháng 3 năm 2009, 100 chiếc trực thăng UH-60M đã được chuyển giao cho Lục quân Hoa Kỳ.

## Thiết kế
UH-60 có đặc điểm ở cánh quạt chính và cánh quạt đuôi bốn lá và sử dụng hai động cơ turbin trục GE T700. Nó có hình dạng dài và thấp để đáp ứng yêu cầu của Lục quân Hoa Kỳ về khả năng được vận chuyển trên máy bay vận tải C-130 Hercules. Nó có thể chở 11 lính với đầy đủ trang bị, nâng 2,600 lb (1,170 kg) hàng ở khoang trong hay 9,000 lb (4,050 kg) hàng (với UH-60L/M) ngoài.
Loạt trực thăng Black Hawk có thể thực hiện nhiều kiểu nhiệm vụ, gồm cả vận tải chiến thuật với lính, thiết bị chiến tranh điện tử, và giải cứu đường không. Một phiên bản chở VIP được gọi là VH-60N được dùng để chuyên chở các quan chức quan trọng của chính phủ (ví dụ, Nghị viện, các cơ quan Hành pháp) với dấu hiệu máy bay là "Marine One" khi chở Tổng thống Hoa Kỳ. Trong các cuộc tấn công đường không nó có thể chở một đội 11 lính chiến hay mang một bích kích pháo 105 mm M102 howitzer với 30 viên đạn và khẩu đội 4 người chỉ trong một chuyến. Black Hawk được trang bị các thiết bị điện tử tiên tiến để có khả năng và tính năng tồn tại tốt như Hệ thống định vị toàn cầu.
UH-60 có thể được trang bị cánh ngắn ở trên đỉnh thân để mang thêm bình nhiên liệu hay vũ khí. Hệ thống cánh ngắn ban đầu được gọi là Hệ thống Lưu giữ Hỗ trợ Ngoài (ESSS). Nó có hai mấu cứng trên mỗi cánh để mang hai bình dầu phụ 230 USgal và hai bình 450USgal. Bốn bình nhiên liệu và các đường dẫn cùng van phụ từ hệ hình thành nên hệ thống cấp dầu phụ bên ngoài (ERFS). ESSS cũng có thể mang 10000 lb vũ khí như rocket, tên lửa và giá súng. ESSS đi vào hoạt động năm 1986. Tuy nhiên, mọi người thấy rằng với bốn bình nhiên liệu phụ có thể cản trở trường bắn của súng ở cửa. Để giải quyết vấn đề này, hệ thống bình nhiên liệu ngoài (ETS) với cánh không cụp mang hai bình nhiên liệu đã được phát triển.
Giá đơn vị thay đổi tuỳ theo phiên bản vì những tiêu chuẩn, trang bị và tính chất khác nhau. Ví dụ, đơn giá của UH-60L Black Hawk cho Lục quân Hoa Kỳ là $5.9 triệu trong khi đơn giá cho loại MH-60G Pave Hawk của Không quân là $10.2 triệu.

## Lịch sử hoạt động

### Lục quân Hoa Kỳ

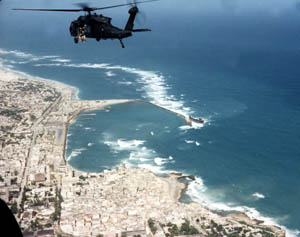
MH-60L của Lục quân Hoa Kỳ trong Trận Mogadishu.

UH-60 đi vào phục vụ trong Sư đoàn Không vận số 101 của Lục quân Hoa Kỳ tháng 6 năm 1979. Lục quân Hoa Kỳ lần đầu sử dụng UH-60 trong chiến đấu trong cuộc xâm lược Grenada năm 1983, và một lần nữa trong cuộc xâm lược Panama năm 1989. Trong cuộc Chiến tranh Vùng Vịnh năm 1991, UH-60 đã tham gia vào chiến dịch tấn công đường không lớn nhất trong lịch sử Lục quân Hoa Kỳ với hơn 300 chiếc trực thăng tham gia. Năm 1993, Black Hawk trở nên nổi bật trong cuộc tấn công vào Mogadishu ở Somalia. Những chiếc Black Hawk cũng hoạt động tại Balkan và Haiti trong thập niên 1990. Những chiếc UH-60 vẫn tiếp tục phục vụ ở Afghanistan và Iraq.

### Colombia
Colombia lần đầu tiên nhận những chiếc UH-60 từ Hoa Kỳ năm 1987. Cảnh sát Quốc gia Colombia, Không quân Colombia, và Lục quân Colombia sử dụng những chiếc UH-60 để huy động quân và đồ tiếp tế tới những nơi khó tiếp cận bằng đường bộ cho những chiến dịch chống nổi loạn (COIN) chống lại các tổ chức buôn bán thuốc phiện và du kích, cũng như cho các chiến dịch tìm kiếm và cứu hộ. Colombia cũng có một phiên bản quân sự của UH-60, với các cánh ngắn, ở trong nước được gọi là Arpia (tiếng Anh: Harpy).

### Israel
Không quân Israel (IAF) nhận được 10 chiếc UH-60A Black Hawk dư từ Hoa Kỳ tháng 8 năm 1994. Nicknamed Yanshuf (tiếng Anh: Owl), chiếc UH-60A bắt đầu thay thế những chiếc trực thăng đa dụng Bell 212 của Không quân Israel. IAF lần đầu tiên sử dụng những chiếc UH-60 trong chiến đấu vào tháng 4 năm 1996, trong chiến dịch "Grapes of Wrath" chống lại lực lượng Hezbollah ở miền nam Liban.
Tháng 3 năm 2000, ba chiếc UH-60 của Không quân Israel đã được Giáo hoàng John Paul II sử dụng trong chuyến thăm tới Israel, với một chiếc chở Giáo hoàng, một chiếc khác cho đội y tế và chiếc thứ ba để dự phòng. Không quân Israel có 49 chiếc UH-60 đang hoạt động ở thời điểm năm 2008.

### México
Không quân Mexico đã nhận những chiếc UH-60 đầu tiên năm 1994, để vận chuyển các đơn vị đặc biệt. Tháng 3 năm 2009, Hoa Kỳ nói rằng họ sẽ cung cấp trực thăng và các thiết bị khác theo Sáng kiến Mérida, để chống lại các cartel trong cuộc chiến tranh ma túy Mexico. Tháng 7 và tháng 8 năm 2009, Cảnh sát Liên bang đã sử dụng những chiếc UH-60 tấn công vào những kẻ buôn lậu ma túy.

### Thổ Nhĩ Kỳ
Thổ Nhĩ Kỳ đã sử dụng chiếc UH-60 trong những chiến dịch triển khai của NATO tới Afghanistan và Balkan. Chiếc UH-60 cũng được sử dụng trong cuộc xung đột giữa chính phủ và những kẻ nổi dậy gần và dọc biên giới với Iraq.
Black Hawk là một đối thủ mạnh trong cuộc "Bỏ thầu Sử dụng Máy bay Trực thăng Thổ Nhĩ Kỳ". Theo dự án này Thổ Nhĩ Kỳ dự định đặt hàng 115 máy bay trực thăng và sản xuất hầu hết trong số đó trong nước.

### Khác
Các tiểu Vương quốc Ả Rập Thống nhất đã đặt hàng 14 chiếc UH-60M qua một chương trình Bán hàng quân sự cho nước ngoài (Foreign Military Sales). Gói gồm các sensor cảnh báo laser và radar cũng như các hệ thống vũ khí.
Tháng 1 năm 2010, Hoa Kỳ thông báo một hợp đồng bán 60 chiếc UH-60M cho Đài Loan.

## Biến thể
UH-60 có nhiều biến thể, và nhiều sửa đổi khác biệt. Các biến thể của Lục quân Hoa Kỳ có thể được trang bị các cánh ngắn để mang theo các bình nhiên liệu phụ hay vũ khí. Các biến thể có thể có nhiều khả năng và trang bị khác nhau để thực hiện các nhiệm vụ khác nhau.

### Các biến thể đa dụng

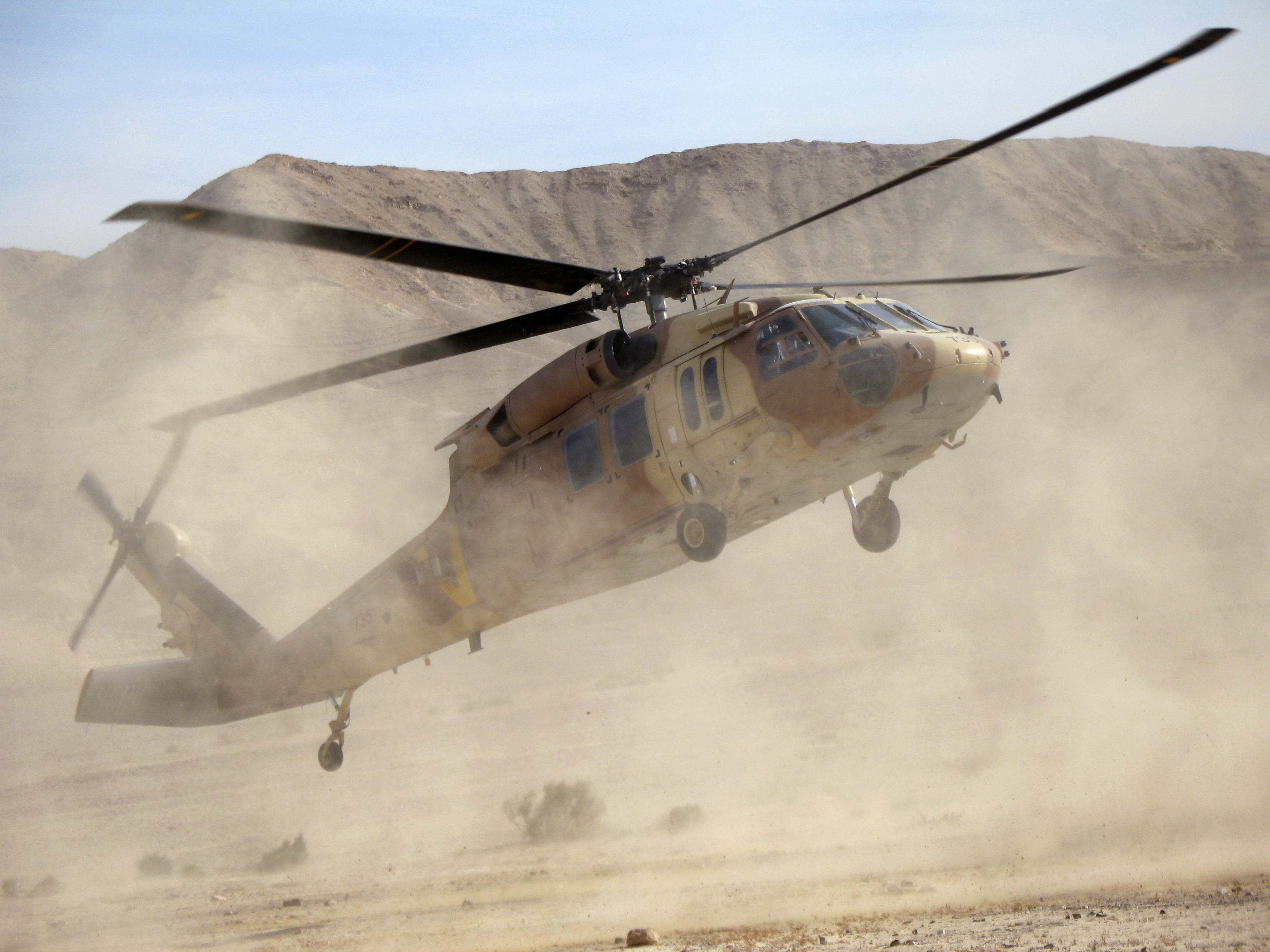
UH-60 Black Hawk của Không quân Israel (Yanshuf)

- UH-60A Black Hawk: Phiên bản nguyên thủy của Lục quân Hoa Kỳ, với phi hành đoàn 4 người[34] và lên tới 11 hành khách. Được trang bị các động cơ T700-GE-700.[35] Được sản xuất 1977-1989.
- UH-60C Black Hawk: Phiên bản chuyển đổi cho các phi vụ Chỉ huy và kiểm soát (C2).[35]
- CH-60E: Biến thể chở quân được đề xuất cho Thủy quân Lục chiến Hoa Kỳ.[36]
- UH-60L Black Hawk: UH-60A với các động cơ T700-GE-701C cải tiến, hộp số có tuổi thọ lâu hơn và hệ thống kiểm soát bay cải tiến.[8] Được sản xuất 1989-2007.[37]
- UH-60M Black Hawk: Thiết kế cải tiến với các lá cánh dây (chord) rộng, các động cơ T700-GE-701D (công suất tối đa 2000shp mỗi chiếc), hộp số có tuổi thọ lâu, máy tính Các hệ thống Quản lý Phương tiện Tích hợp (IVHMS), và bộ trang bị thiết bị bay "Buồng lái Kính". Việc sản xuất bắt đầu năm 2006.[38] Dự định để thay thế những chiếc UH-60 đã cũ của Lục quân Hoa Kỳ.[39]
- UH-60M Upgrade Black Hawk: UH-60M với hệ thống fly-by-wire và hệ thống bay Hệ thống Cấu trúc Điện tử Hàng không Chung (CAAS). Thử nghiệm bay bắt đầu tháng 8 năm 2008.[40]

### Mục đích đặc biệt

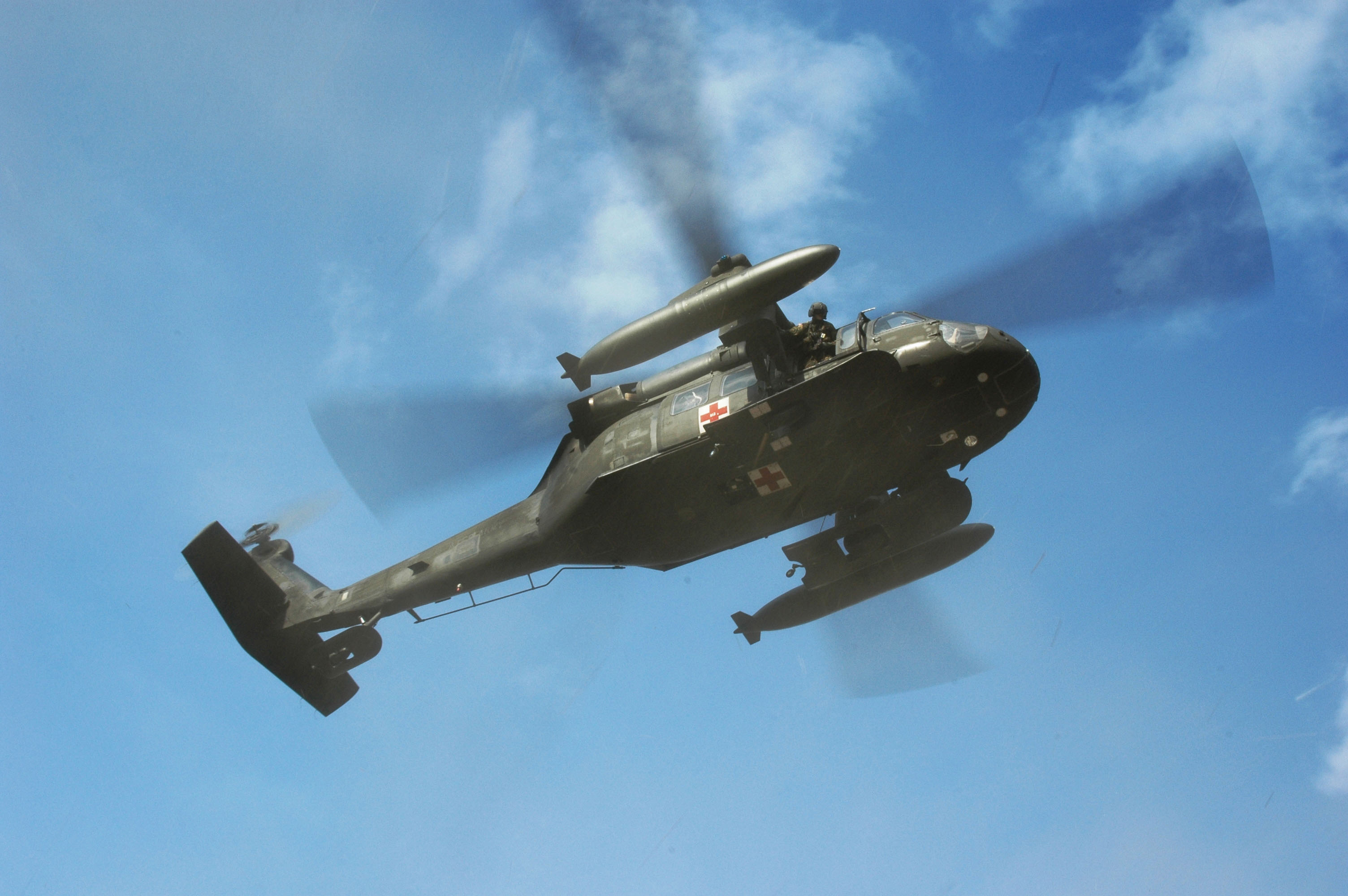
UH-60Q MEDEVAC của Lục quân Hoa Kỳ di tản thương binh trong huấn luyện.

- EH-60A Black Hawk: UH-60A với một hệ thống điện tử chuyển đổi và khoảng không cho hai hệ thống điều khiển phi vụ điện tử. Tất cả các mẫu phiên bản này đã được chuyển đội lại theo tiêu chuẩn cấu hình UH-60A.[35]
- YEH-60B Black Hawk: UH-60A chuyển đổi để lắp đặt các hệ thống điện tử và radar đặc biệt.[35]
- EH-60C Black Hawk: UH-60A chuyển đổi với các thiết bị điện tử đặc biệt và ăng ten ngoài.[35] (Mọi mẫu này đã được chuyển đổi lại theo tiêu chuẩn cấu hình UH-60A.)
- EUH-60L (không được đặt tên chính thức): UH-60L chuyển đổi với thiết bị điện tử phi vụ cho C2 (Command and control, Chỉ huy và Kiểm soát) trên không.[35]
- EH-60L Black Hawk: EH-60A với thiết bị phi vụ cải tiến.[35]
- UH-60Q Black Hawk: UH-60A chuyển đổi cho cứu hộ cứu thương.[35][41]
- HH-60L (không được đặt tên chính thức): UH-60L được sửa đổi nhiều và trang bị thiết bị phi vụ y tế.[35] Các thành phần gồm một tời cứu hộ ngoài, hệ thống cấu hình tích hợp cho người bị thương, hệ thống kiểm soát môi trường, hệ thống ôxi trên khoang (OBOGS), và các ghế di động.[41]
- MH-60A Black Hawk: UH-60A được trang bị thêm các hệ thống điện tử, hệ thống hoa tiêu chính xác, FLIR và khả năng tiếp nhiên liệu trên không. Được trang bị các động cơ T700-GE-701.[35]
- MH-60K Black Hawk: Biến thể Lục quân Hoa Kỳ. Chuyển đổi cho các phi vụ đặc biệt. Được Trung đoàn Các chiến dịch Đường không Đặc biệt số 160 ("Night Stalkers") sử dụng tại Pháo đài Campbell, Kentucky.[36]
- MH-60L Direct Action Penetrator (DAP): Biến thể Lục quân Hoa Kỳ. Chuyển đổi cho các phi vụ đặc biệt, do Trung đoàn Các chiến dịch Đường không Đặc biệt số 160 sử dụng.[42] Có thể được trang bị các tên lửa Hellfire, pháo tự động M230 Chain Gun 30 mm, rocket Hydra 70 2.75in, cũng như các súng gatling M134D hoạt động như súng gắn cửa hay súng gắn cứng.
- HH-60M {không được đặt tên chính thức}: Biến thể Lục quân Hoa Kỳ. UH-60M trang bị với thiết bị cứu hộ y tế.[35]
- UH-60A RASCAL: phiên bản chuyển đổi của NASA cho Rotorcraft-Aircrew Systems Concepts Airborne Laboratory: chương trình trị giá $US25M để nghiên cứu khả năng hoạt động của máy bay trực thăng trong ba chương trình, Superaugmented Controls for Agile Maneuvering Performance (SCAMP), Automated Nap-of-the-Earth (ANOE) và Rotorcraft Agility và Pilotage Improvement Demonstration (RAPID).[43][44]
- VH-60D Nighthawk: Biến thể dành cho Thủy quân lục chiến Hoa Kỳ. Cấu hình chở VIP HH-60D, được sử dụng làm phương tiện cho Tổng thống. Động cơ T700-GE-401C.[35]
- VH-60N Whitehawk: Biến thể dành cho Thủy quân lục chiến Hoa Kỳ. UH-60A chuyển đổi với một số đặc điểm từ SH-60B/F Seahawk.[45] Được sử dụng làm phương tiện cho Tổng thống và VIP. Nó đi vào phục vụ năm 1988 và chín chiếc đã được chuyển giao.[45]

### Các phiên bản xuất khẩu
- UH-60J Black Hawk: Phiên bản xuất khẩu cho Lực lượng Phòng vệ trên không Nhật Bản và Lực lượng Phòng vệ trên biển Nhật Bản được sản xuất theo giấy phép bởi Mitsubishi Heavy Industries. Also known as the S-70-12.[46]
- UH-60JA Black Hawk: Phiên bản xuất khẩu cho Lực lượng Phòng vệ Mặt đất Nhật Bản. Phiên bản được chế tạo theo giấy phép bởi Mitsubishi Heavy Industries.[46]
- AH-60L Arpía III: Phiên bản xuất khẩu cho Colombia, phiên bản tấn công COIN với các thiết bị điện tử, hệ thống bắn, FLIR, radar, rocket nhẹ và súng máy cải tiến, được phát triển bởi Không quân Colombia, Elbit và Sikorsky.
- AH-60L Battle Hawk: PHiên bản xuất khẩu không thành không cho dự án AIR87 của Quân đội Australia, tương tự với AH-60L Arpía III.
- UH-60P Black Hawk: Phiên bản xuất khẩu cho Hàn Quốc, dựa trên UH-60L với một số cải tiến.[35][36]

### S-70A
Model quân sự của Sikorsky cho thị trường xuất khẩu:
- S-70A-1 Desert Hawk: Phiên bản xuất khẩu cho Các lực lượng Mặt đất Hoàng gia Saudi.
- S-70A-L1 Desert Hawk: Phiên bản cứu hộ đường không cho Các lực lượng Mặt đất Hoàng gia Saudi.
- S-70-5 Black Hawk: Phiên bản xuất khẩu cho Không quân Philippines.
- S-70A-9 Black Hawk: Phiên bản xuất khẩu cho Quân đội Australia.
- S-70-11 Black Hawk: Phiên bản xuất khẩu cho Không quân Hoàng gia Jordan.
- S-70-12 Black Hawk: Model tìm kiếm cứu hộ cho Lực lượng Phòng vệ trên không Nhật Bản và Lực lượng Phòng vệ trên biển Nhật Bản. Được xem là tương đương UH-60J.
- S-70-14 Black Hawk: Phiên bản xuất khẩu cho Brunei.
- S-70-16 Black Hawk: Phiên bản thử nghiệm động cơ cho Rolls-Royce/Turbomeca RTM 332.
- S-70-17 Black Hawk: Phiên bản xuất khẩu cho Thổ Nhĩ Kỳ.
- Sikorsky/Westland S-70-19 Black Hawk: Phiên bản này được chế tạo theo giấy phép tại Anh Quốc bởi Westland. Cũng được gọi là WS-70.
- S-70-21 Black Hawk: Phiên bản xuất khẩu cho Ai Cập.
- S-70-24 Black Hawk: Phiên bản xuất khẩu cho Mexico.
- S-70-26 Black Hawk: Phiên bản xuất khẩu cho Maroc.
- S-70-27 Black Hawk: Phiên bản xuất khẩu cho Hồng Kông.
- S-70A-42 Black Hawk: Phiên bản xuất khẩu cho Áo.
- S-70A-43 Black Hawk: Phiên bản xuất khẩu cho Quân đội Hoàng gia Thái Lan.

Xem SH-60 Seahawk, HH-60 Pave Hawk, và HH-60 Jayhawk về những biến thể Sikorsky S-70 khác.

## Bên sử dụng quân sự
Úc

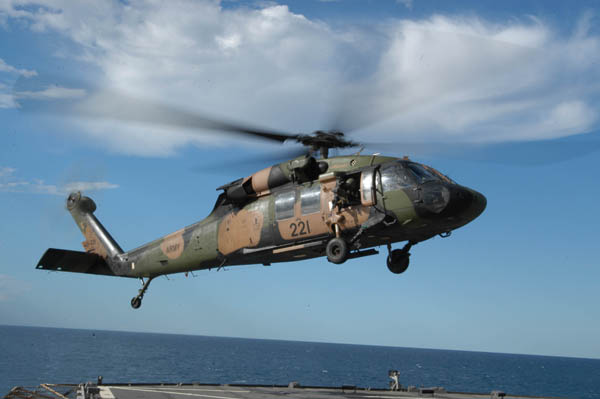
Một chiếc S-70A-9 Black Hawk của Quân đội Australia

- Không quân Quân đội Australia có 34 chiếc S-70 đang phục vụ ở thời điểm tháng 11 năm 2008.[25]
  - Trung đoàn Hàng không số 5 (Australia)
    - Phi đội B

  - Trung đoàn Hàng không số 6 (Australia)
    - Phi đội Hàng không số 171 (Australia)

 Áo
- Không quân Áo có 9 chiếc S-70A-42 Black Hawk.[25]

 BahrainĐã nhận 2 chiếc UH-60A/S-70A và 8 chiếc UH-60L/S-70A Black Hawk.
 Brasil
- Không quân Brasil có 6 chiếc UH-60 đang phục vụ cùng 4 chiếc nữa đang đặt hàng ở thời điểm tháng 11 năm 2008.[25] 15 chiếc khác đã được phép đặt hàng trong vài năm tới.
- Lục quân Brasil có 4 chiếc UH-60L đang hoạt động cùng 6 chiếc nữa đang đặt hàng ở thời điểm tháng 11 năm 2008.[25]
- Hải quân Brasil có 4 chiếc S-70B đang đặt hàng ở tháng 11 năm 2008.[25]

 BruneiĐã nhận 1 chiếc UH-60A và 1 chiếc UH-60L Black Hawk cùng 9 UH-60M đang đặt hàng ở thời điển năm 2007.
 Colombia
- Không quân Colombia có 32 chiếc UH-60A/L và AH-60L Arpia III đang sử dụng ở tháng 11 năm 2008.[25]
- Lục quân Colombia có 34 chiếc UH-60A/L cùng 15 chiếc nữa đang đặt hàng ở tháng 11 năm 2008.[25]
- Cảnh sát Quốc gia Colombia[49] 7 đang sử dụng.

 ChileĐã nhận 1 chiếc UH-60L.
 Ai CậpĐã nhận 8 chiếc UH-60L, với 4 đang hoạt động ở thời điểm tháng 11 năm 2008.
 IsraelCó 49 trực thăng S-70A/UH-60A/L đang sử dụng ở thời điểm tháng 11 năm 2008.
 Nhật Bản
- Lực lượng Phòng vệ Trên không Nhật Bản có 31 chiếc UH-60 đang hoạt động ở thời điểm tháng 11 năm 2008.[25]
- Lực lượng Phòng vệ Biển Nhật Bản (xem Mitsubishi SH-60 để biết chi tiết)
- Lực lượng Phòng vệ Mặt đất Nhật Bản có 27 chiếc UH-60 đang phục vụ cùng 1 chiếc đang đặt hàng ở thời điểm tháng 11 năm 2008.[25]

 JordanCó 9 chiếc UH-60L đang phục vụ cùng 2 chiếc đang đặt hàng ở thời điểm tháng 11 năm 2008.
 Hàn Quốc
- Lục quân Hàn Quốc và Hải quân Hàn Quốc đã nhận 130 và 10 UH-60P Black Hawk.[52] Hàn Quốc có 43 S-70A, và 98 UH-60P đang sử dụng ở tháng 11 năm 2008.[25]

 Maroc
- Phi đội Không quân Cảnh sát Hoàng gia Moroc đã nhận 2 chiếc UH-60L để chở VIP.[53]

 México
- Không quân Mexico đã nhận 6 chiếc UH-60L (S-70A-24) Black Hawk.[54]
- Cảnh sát Liên bang Mexico

 Philippines
- Không quân Philippines: Phi đội Không quân Tổng thống đã nhận 2 chiếc S-70.[55]

 Trung Quốc
- Không quân Trung Quốc có 22 chiếc S-70C ở tháng 11 năm 2008.[25]

 Trung Hoa Dân Quốc (Đài Loan)
- Không quân Đài Loan có 13 chiếc S-70C đang phục vụ ở thời điểm tháng 11 năm 2008.[25]
- Hải quân Đài Loan (xem SH-60 Seahawk)

 Ả Rập Xê ÚtCó 15 chiếc UH-60L đang sử dụng ở tháng 11 năm 2008.
 Thái Lan
- Quân đội Hoàng gia Thái Lan có 7 chiếc UH-60L (S-70A-43) Black Hawk đang phục vụ.[25][56]

 Thổ Nhĩ KỳQuân đội Thổ Nhĩ Kỳ và cảnh sát quốc gia đã nhận 12 chiếc UH-60A/L (S-70A-17), và 95 chiếc UH-60L (S-70A-28) Black Hawk. Quân đội Thổ Nhĩ Kỳ có 59 chiếc S-70A (UH-60A/L) đang hoạt động ở tháng 1 năm 2009.
 Hoa Kỳ
- Quân đội Hoa Kỳ có 1,349 chiếc UH-60, 64 chiếc EH-60, và 58 chiếc MH-60 ở thời điểm tháng 1 năm 2009.[57]

### Bên sử dụng quân sự cũ
Úc
- Không quân Hoàng gia Australia - Đã nhận 39 chiếc UH-60L (S-70A-9) Black Hawk. Đã được chuyển giao cho Quân đội Australia năm 1989.[58]
  - Phi đội số 9 Không quân Hoàng gia Anh
  - Đơn vị Nghiên cứu và Phát triển Máy bay

Xem Sikorsky S-70 về các bên sử dụng dân sự.

## Tiêu chuẩn kỹ thuật (UH-60L)
Đặc điểm chung

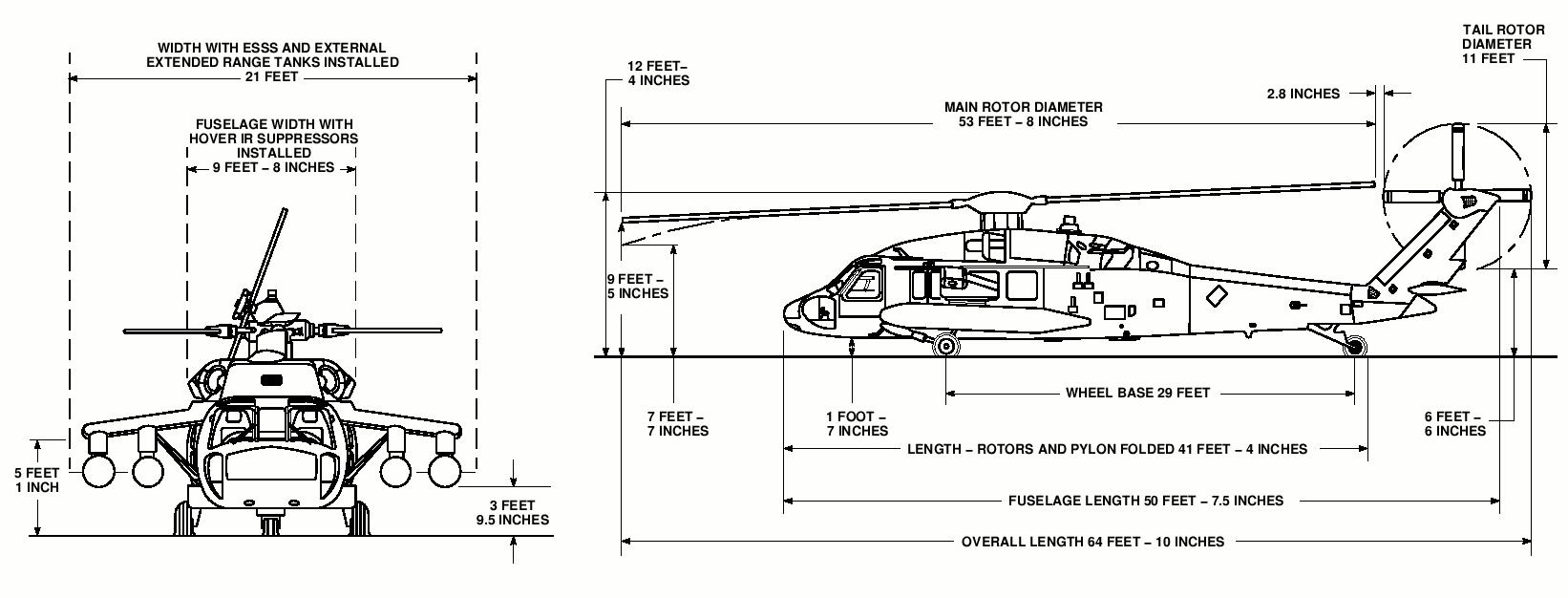
Bản vẽ sử dụng quân đội

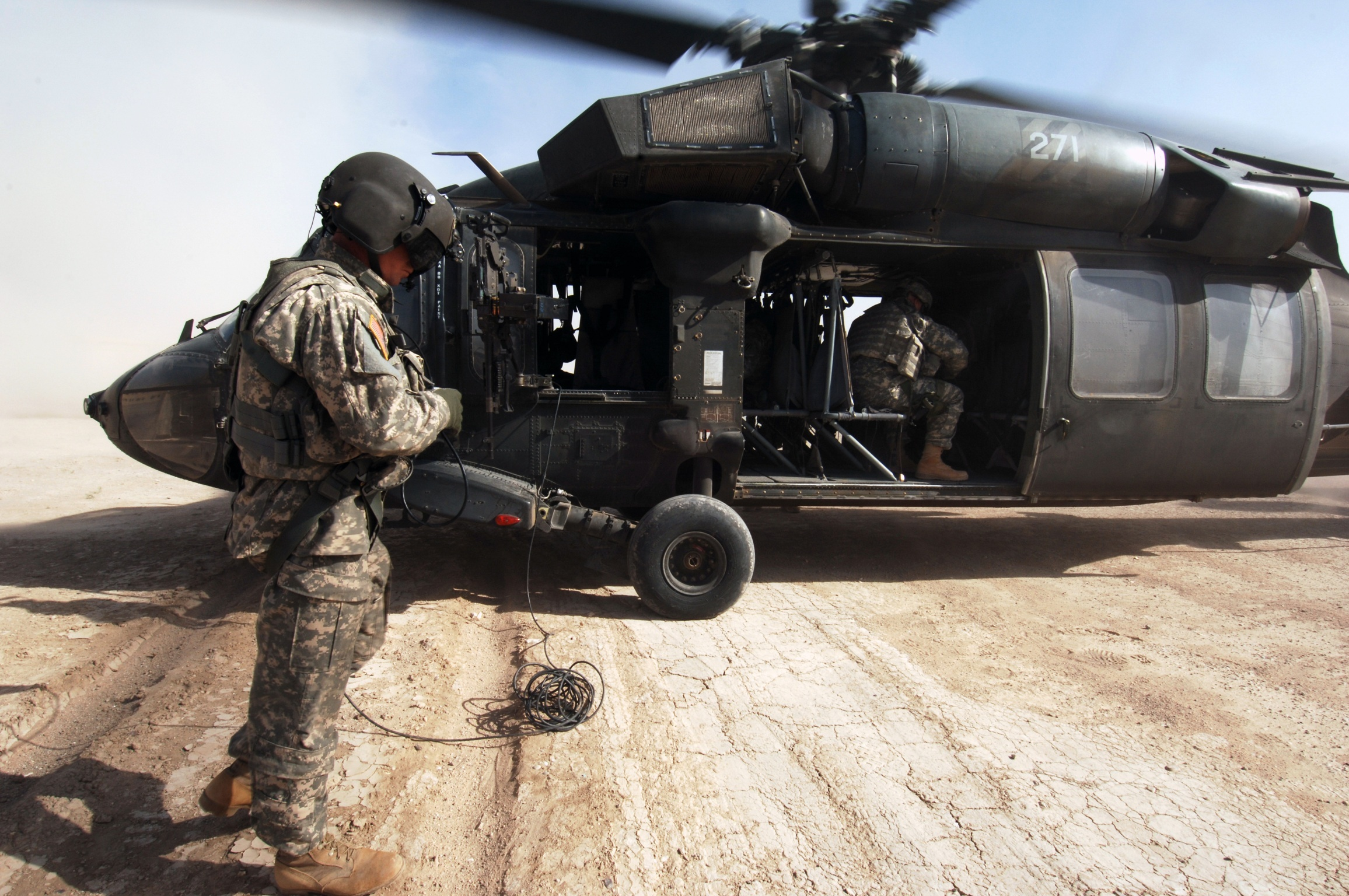
Một chiếc UH-60 là phi hành đoàn chuẩn bị lên máy bay. Cho xem cánh quạt chính, và lượng động cơ với màn hình bộ lọc.

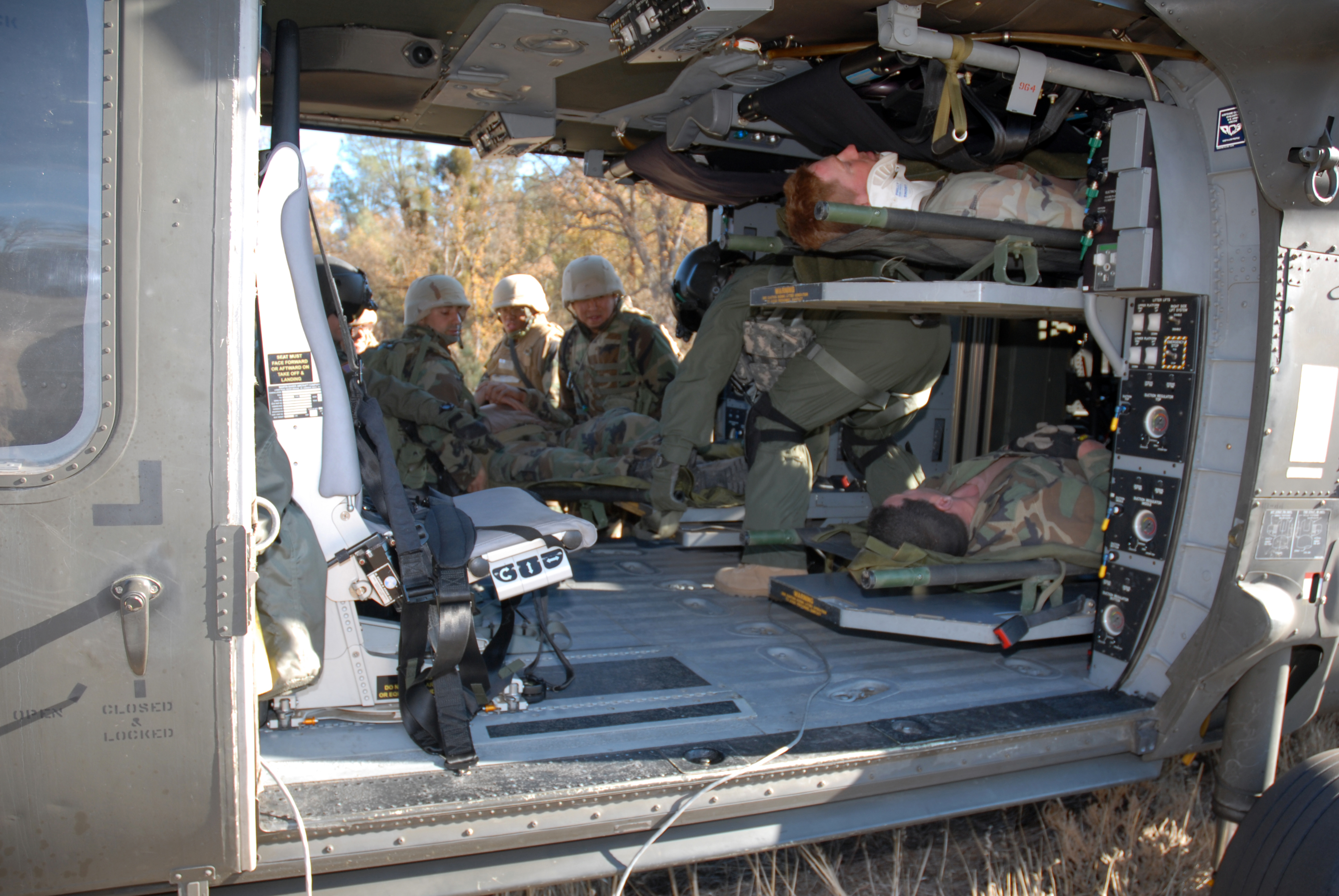
Cấu hình phi cơ cứu thương

- Phi đội: 2 phi công (phi đội) với 2 thuyền trưởng/xạ thủ
- Khả năng chuyên chở: 2,640 lb hàng ở khoang trong, gồm 11 lính hay 6 cáng, hay 8,000 lb (3.600 kg) (UH-60A) hay 9,000 lb (4.100 kg) (UH-60L) hàng hóa bên ngoài
- Chiều dài: 64 ft 10 in (19.76 m)
- Chiều rộng thân: 7 ft 9 in (2.36 m)
- Sải cánh: 53 ft 8 in (16.36 m)
- Chiều cao: 16 ft 10 in (5.13 m)
- Diện tích cánh: 2,260 ft² (210 m²)
- Trọng lượng rỗng: 10,624 lb (4,819 kg)
- Trọng lượng chất tải: 22,000 lb (9,980 kg)
- Trọng lượng cất cánh tối đa: 23,500 lb (10,660 kg)
- Động cơ (cánh quạt): General Electric T700-GE-701C
- Kiểu cánh quạt: turbin trục
- Số lượng động cơ: 2
- Công suất: 1,890 hp (1,410 kW)

Tính năng hoạt động
- Tốc độ không được vượt quá: 193 knots (222 mph, 357 km/h)
- Tốc độ tối đa: 159 kn (183 mph, 295 km/h)
- Tốc độ bay tuần tra: 150 kn (173 mph, 278 km/h)
- Bán kính chiến đấu: 368 mi (320 nmi, 592 km)
- Phạm vi Ferry:1,380 mi (1,200 nmi, 2,220 km)
- Trần bay: 19,000 ft (5,790 m)
- Tốc độ lên: 700 ft/min (3.6 m/s)
- Chất tải cánh: 7.19 lb/ft² (35.4 kg/m²)
- Công suất/trọng lượng: 0.192 hp/lb (158 W/kg)

Trang bị vũ khí
- Súng:
  - 2× 7.62 mm (0.30 in) súng máy M240H[59] hay
  - 2× 7.62 mm (0.30 in) súng máy M134 hay
  - 2× 0.50 in (12.7 mm) súng gatling GAU-19
- Bom: Có thể được trang bị hệ thống rải mìn phát tán với VOLCANO.
- Giá treo vũ khí: Mỗi cánh ngắn ESSS có thể được trang bị kết hợp của:
  - Rocket: Tên lửa 70 mm (2.75 in)) Hydra 70
  - Tên lửa: Tên lửa dẫn đường bằng laser AGM-114 Hellfire
  - Giá súng: 7.62 mm (0.30 in), 20 mm (0.787 in), hay 30 mm (1.18 in) M230

## Xem thêm

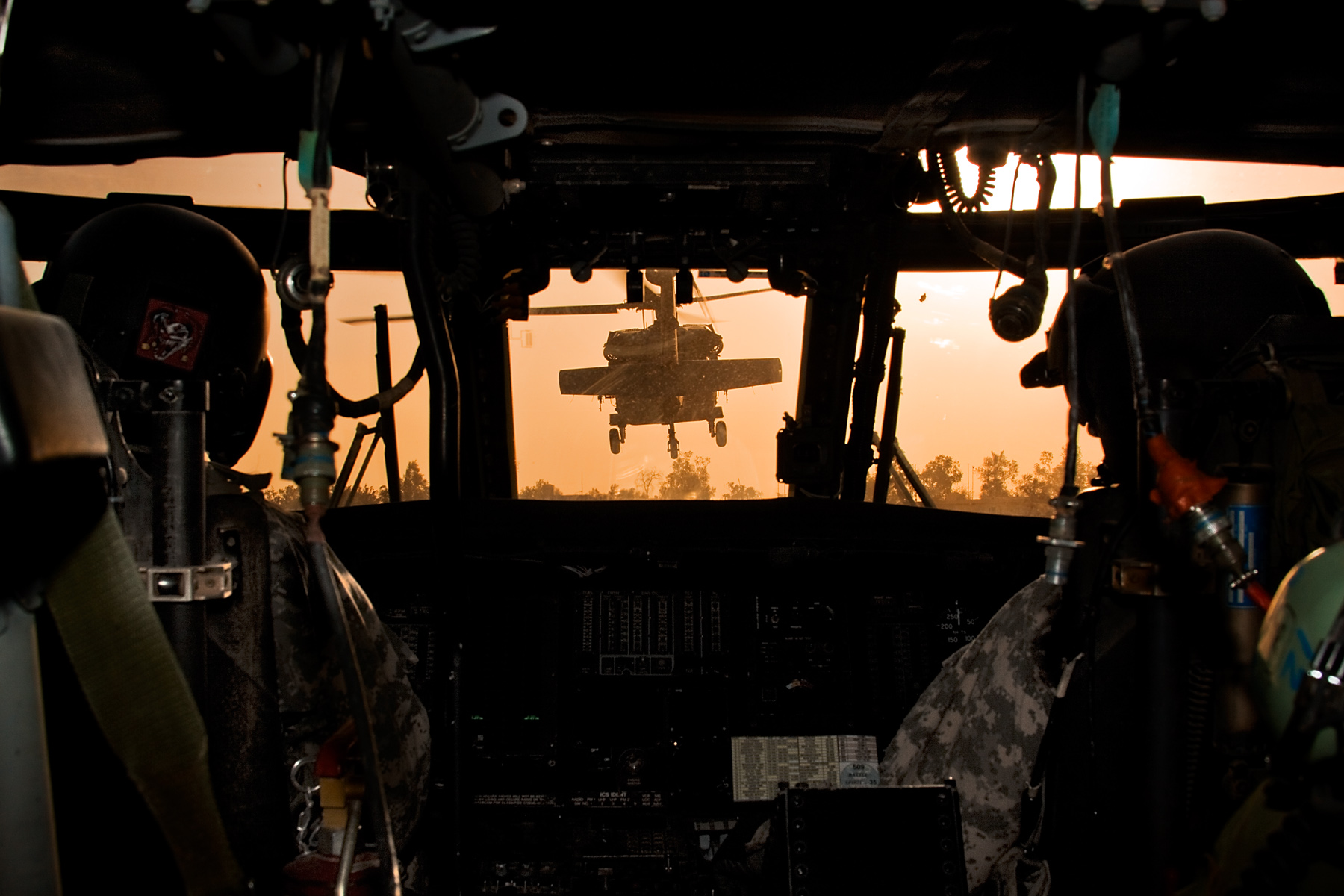
Một góc nhìn từ buồng lái một chiếc UH-60 Black Hawk thuộc Sư đoàn Kỵ binh số 1 bay ra khỏi Trại Taji, Iraq 2009.